# Rio Germinal
O Rio Germinal é um rio brasileiro que banha o estado do Ceará. As águas do rio foram represadas para a construção  do Açude Germinal, da Barragem Germinal e de uma adutora totalizando 21 milhões de reais,localizada no município de Palmácia,visando abastecer as cidades de Pacoti e Palmácia.

Nasce na Serra de Baturité, no município de Pacoti,passa por Palmácia e deságua no rio Pacoti.